# Кубышка малая
Кубышка малая (лат. Nuphar pumila) — вид многолетних травянистых растений рода Кубышка (Nuphar) семейства Кувшинковые (Nymphaeaceae).

## Ботаническое описание

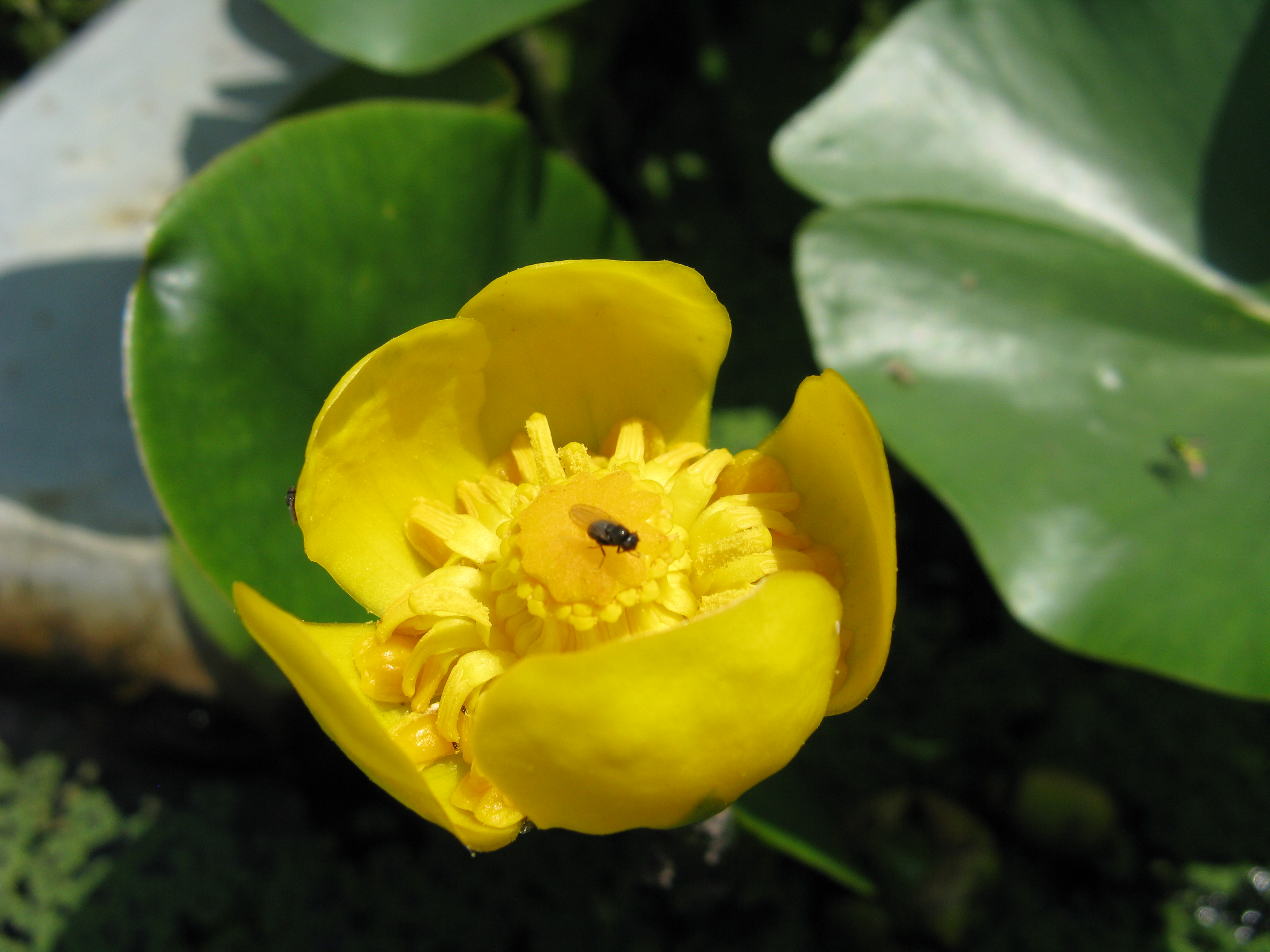
Цветок кубышки малой

Многолетние травянистые корневищные водные растения.
Пластинки плавающих листьев до 17 см длиной, снизу коротковолосистые, черешки в верхней части почти плоские. Ширина листовой пластинки 6,3—10 см. Число главных жилок 9—14.
Цветки жёлтые, 2—3 см в диаметре; рыльцевой диск 6—8 мм в диаметре, выпуклый или почти плоский, край выемчато-зубчатый, с семью-десятью лучами, доходящими до края диска.
Плод изогнутый, с ребристой шейкой, 20—40 мм длиной и 15—20 мм шириной.

## Распространение и среда обитания
Кубышка малая встречается в следующих странах: Австрия, Швеция, Чехия, Германия, Испания, Дания, Финляндия, Литва, Латвия, Норвегия, Польша, Швейцария,Беларусь, Великобритания и Франция, а также США. В Швейцарии, Великобритании и Франции вид находится под угрозой. В России произрастает в лесной зоне и на востоке степной зоны европейской части, в лесной и степной зонах Сибири, в лесной зоне Дальнего Востока.
Гидрофит. Растёт преимущественно в мезотрофных и олиготрофных условиях на мелководьях водохранилищ, в озёрах, реках, прудах, медленно текущих ручьях на глубине 50—150 см.

## Использование
Корни растения используются для облегчения проблем с пищеварением, а также как тонизирующее средство.
Включена в Красную книгу Челябинской области и Кировской области